# 영국 문학
영국 문학(英國文學, British literature)은 영국과 맨섬, 채널 제도의 문학을 말한다. 대부분 영어로 씌여진 작품이나, 웨일스어, 스코틀랜드 게일어, 스코트어, 콘월어, 저지어, 건지어 등으로 된 작품도 많다. 아일랜드섬 북쪽의 북아일랜드는 영국 일부로, 영어를 비롯한 얼스터 스코트어와 아일랜드어로 된 작품이 있다.
광의로, 영어로 된 미국 문학을 포함하여 영미 문학 또는 영문학(English literature)이라고 할 수 있다. 이 경우 영어로 각 지역의 문학을 포함할 수 있다.

## 문예 부흥 이전

### 라틴 영문학
비드(영어:Bede, 영국 교회사(라틴어:Historia ecclesiastica gentis Anglorum)의 저자)나 길다스(영어:Gildas) 같은 연대기 작자가 영어권 내의 라틴 문학을 주도했다. 로마 제국이 물러난 후로 몇 세기간 교회 내에서 쓰였다.

### 고대 영문학

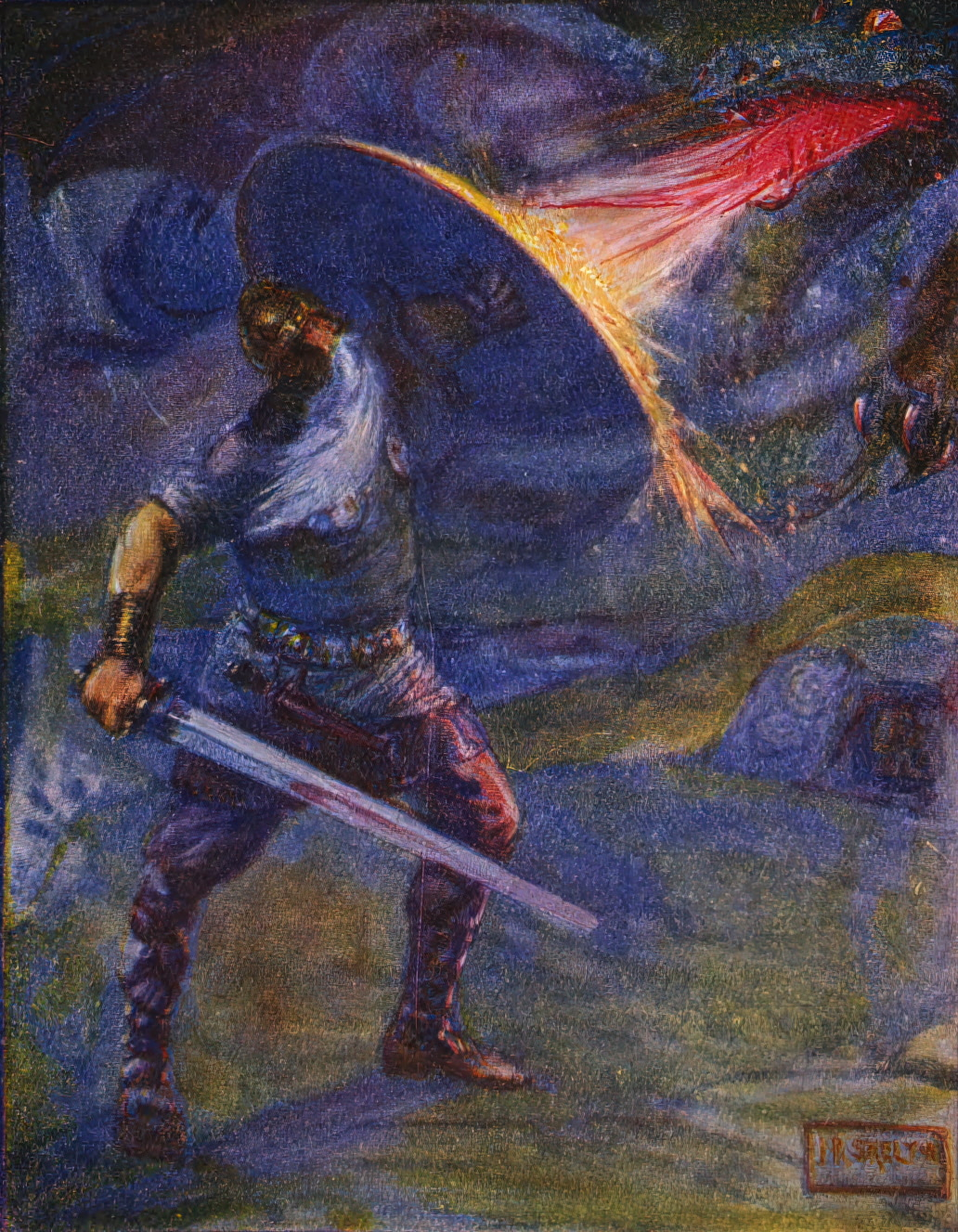
J. R. 스켈레톤이 1908년에 그린 그림. 용과 싸움을 묘사하고 있다.

켈트 문학은 유럽에서 가장 오래된 민중 문학이다. 웨일스 문학의 역사는 6세기부터 21세기까지 내려오지만, 가장 오래된 웨일스 문학은 현재 웨일스로 알려진 지방이 아니라 북부 잉글랜드와 남부 스코틀랜드 지방에 속한다. 6세기부터 8세기까지 쓰였다고 하는 작품들도 남아있는 가장 오래된 사본이 13, 14세기의 것이다. 한편, 아일랜드 시의 역사가 거의 끊어지지 않은 채로 6세기부터 현재까지 명맥을 유지하고 있다.
중세 전반기라고 부를 수 있는 8 ~ 11세기에 고대 영어가 성립하였고, 이것이 현대 영어의 원류가 되고 있지만, 그 고대 영어로 된 텍스트로 서사시 《베오울프》와 잉글랜드 동부 지역 방언으로 번역된 《라틴어 복음서》를 들 수 있다. 또한 웨식스 지방의 앨프레드 대왕이 문화 교육 정책을 추진해 《파리시편》(The Paris Psalter)이나 보이티우스의 《철학의 위안》을 라틴으로 번역하는 등 웨섹스 방언이 고대 영어의 표준이 되었다. 이 시대는 운문이 주류를 이루며, 《베오울프》를 포함해 게르만시의 특징인 두운이 현저하다.

### 중세 영문학

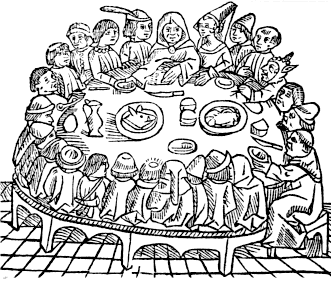
초서의 《캔터베리 이야기》, 1484년 목판화

1066년 프랑스의 노르망디 공작 기욤이 영국으로 침략하여 들어와 윌리엄 1세로 즉위하여 《노르만 왕조》가 성립된다. 영어는 굴절 어미의 소실이나 통사도 어순에 대한 의존도 커지는 등 중세 영어로 진화해 나간다. 중세 영어 텍스트의 금자탑으로, 초서의 《캔터베리 이야기》가 있다. 런던 방언으로 쓰여져 있지만, 이탈리아, 프랑스를 경험한 초서의 대륙식 시작법의 영향을 크게 받아 게르만 시의 특징이었던 두운을 벗어나 각운을 채택하고 있다. 같은 시대의 《가웨인 경과 녹기사》, 《농부 비아즈의 꿈》의 〈윌리엄 랑그 랜드〉가 유명하다.
1450년경, 구텐베르크에 의한 활판인쇄 기술이 발명되어 캑스턴에 의해서 영국에 반입되어 인쇄 기술이 급속히 확산되었다.

## 문예 부흥 이후

### 르네상스 시대 (16세기)

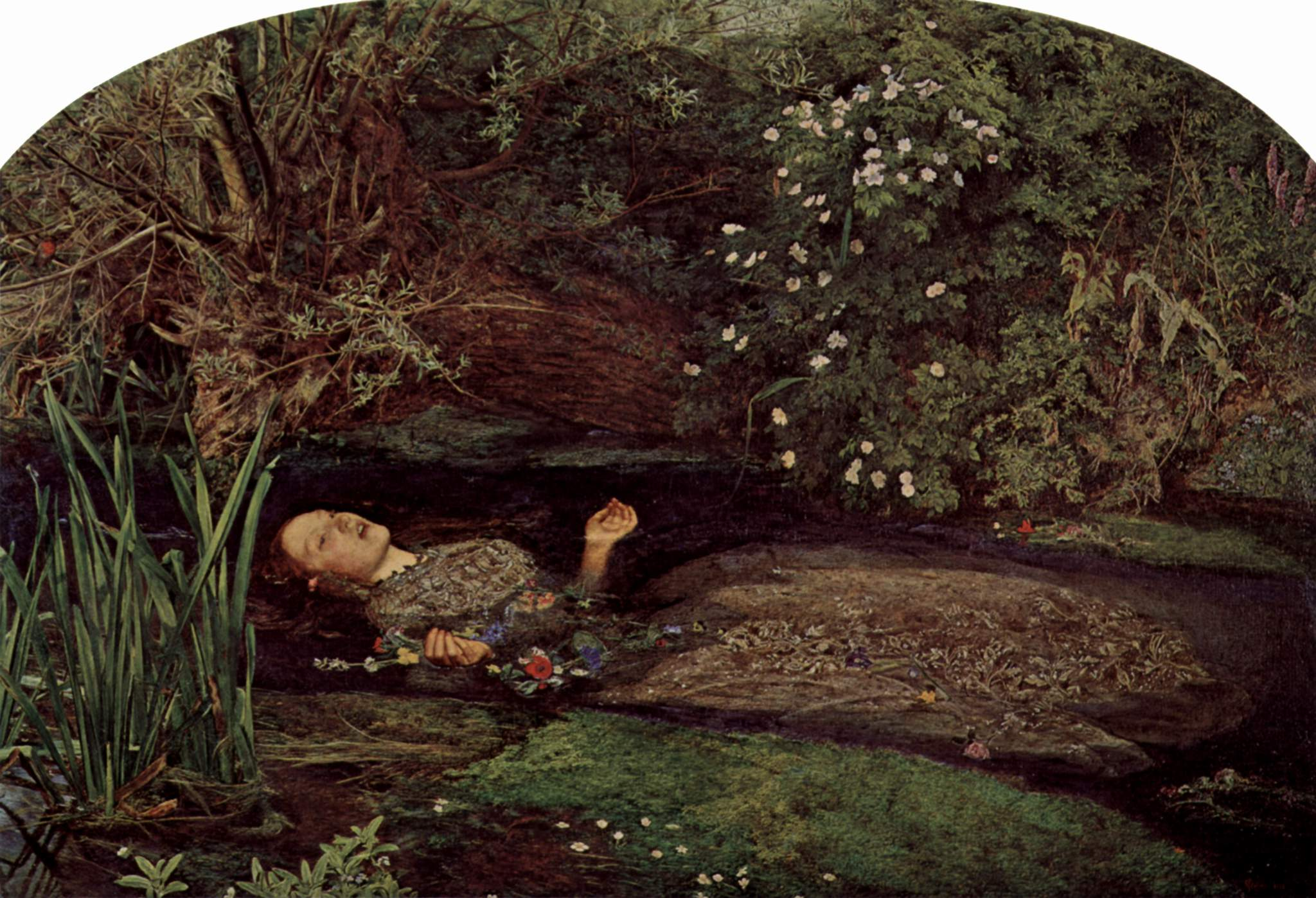
《햄릿》, 오펠리아의 죽음, 밀레의 그림(1852년)

16 세기 무렵에는 굴절 어미는 현대 영어에 한없이 가까운 형태로 소실되고, SVO 형식의 어순이 정착된다. 그러나 18세기까지는 초기 현대 영어 또는 근대 영어라고 구분하기도 한다. 엘리자베스 왕조 시대에는 문학이  왕성하게 발전하였다. 와이엇(Sir Thomas Wyatt)은 서정 연가를 개척하고, 엘리자베스 1세를 위해 스펜서가 《요정의 여왕》을 쓰는 등 궁정의 후원을 받은 느낌도 가지게 한다.
또, 중세 무렵부터 교회에서 행해지던 기적극, 교훈극은 점차 전문화되어 각본으로 씌여진 것이 점차 많아졌다. 존 릴리, 로버트 그린 (Robert Greenr, 1558 - 1592) 등의 뛰어난 극작가가 배출되어 말로에 의해서 기초가 쌓아 올려졌다. 릴리, 그린, 말로, 키드(토마스 키드는 대학을 나온 것은 아니지만, 같은 대가로 취급된다.), 토마스, 등이 옥스포드, 케임브리지 대학 출신인, 엘리자베스 왕조에서 유명한 작가들이었기 때문에 《대학 위트》(University Wits)라고 불렀다. 그들의 작풍이나, 당시 유행하던 대륙의 시 등을 배워, 세익스피어에 이르러 큰 성공을 거두게 된다. 그는 4 대 비극 《햄릿》, 《맥베스》, 《오델로》, 《리어왕》 등을 써, 시인으로서도 많은 소네트를 남겼다. 그 탁월한 작품군은 영국 문학뿐만 아니라 각 지역의 문학, 연극 등의 장르에 큰 영향을 계속 주고 있다.

### 왕정 복고 (17세기)
17세기에 들어서면서 던과 허버트와 같은 형이상학파 시인이 활약하였다. 문학에 다양한 영향을 주었던 《흠정역 성경》이 나온 것도 이 시대이다. 연극에서는 존슨, 웹스터 등이 활약하였다. 또한 《청교도 혁명》을 배경으로 밀턴이 활약하였는데, 그의 작품 《실낙원》은 기독교적 세계관을 웅장하게 그린 고전이다.

### 오거스틴 시대

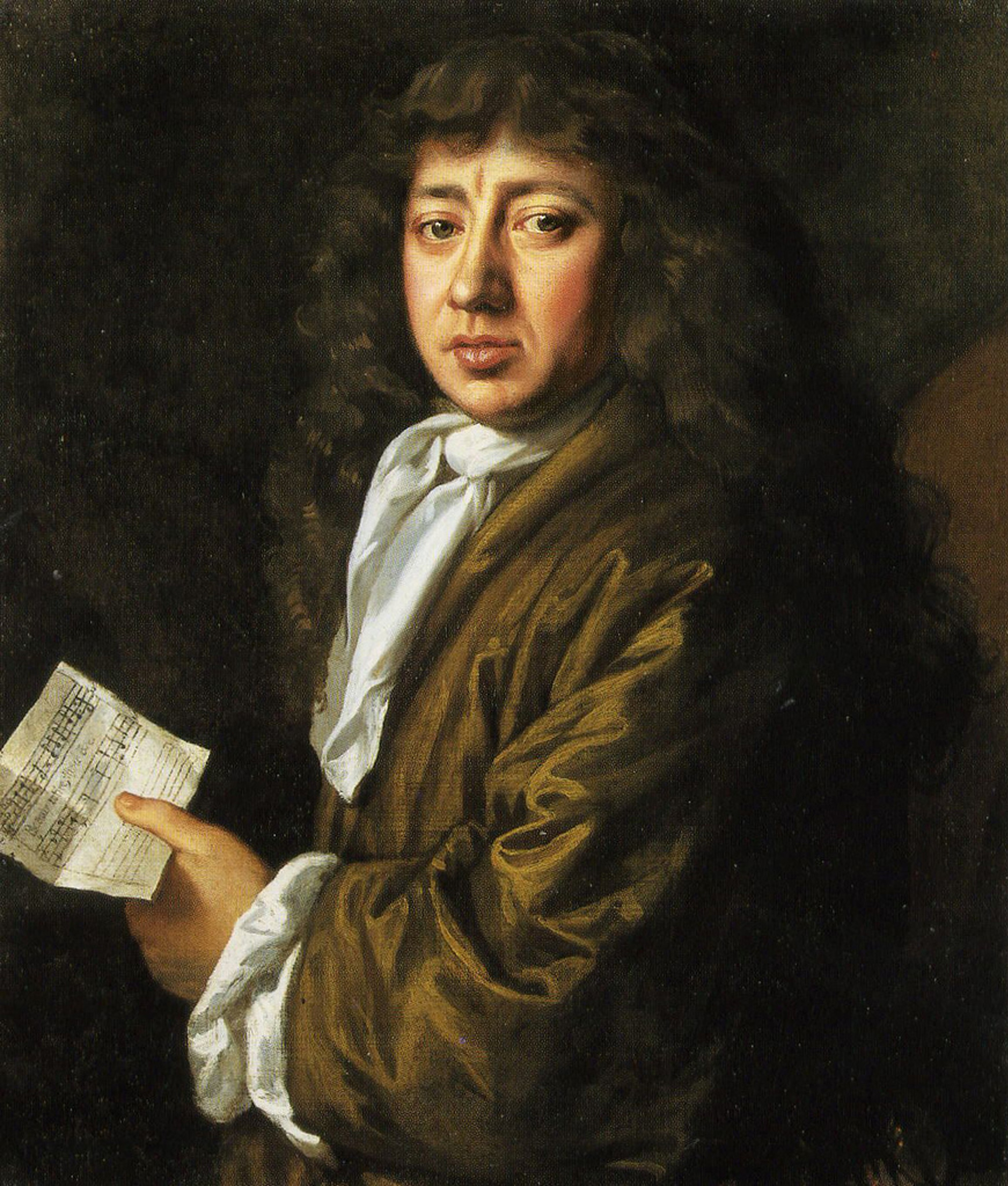
일기를 들고 있는 새뮤얼 피프스

계관시인의 직위가 이 시기에 공식적으로 인정되었다.
1678년 《천로역정》(The Pilgrim's Progress)의 출판으로 버니언은 영국문학사의 중요한 인물이 되었다.
1724년 해적에 대한 독창성이 풍부한 책인 《해적의 역사》(A General History of the Pyrates)가 영국에서 출판되었다. 이곳에는 악명 높은 영국 해적인 검은 수염 에드워드 티치와 칼리오 잭(잭 스패로우의 원형이 된)이 등장한다.
18세기 초는 영문학의  아우구스투스 시대라고 알려졌다. 이 시기의 시들은 포프의 시에서 볼 수 있는 것 같이 대단히 형식적이었다.
18세기에는 호가스와 같은 시사 만화나 삽화 풍자가들이 등장했다. 이들은 서양 연속 예술의 선구자로 신뢰를 받았다. 그의 작품은 사실적인 초상화부터 “현대 도덕 주제”라고 불리는 만화 삽화에까지 걸쳐있다. 그의 작품의 대부분은 동시대의 정치와 관습을 해학적으로 비꼬았다. 그래서 그런 종류의 삽화를 종종 《호가시안》(Hogarthian)이라고 부르기도 한다.

### 낭만주의의 태동
영어 소설이 상당히 늦게 활성화되었다. 1719년 디포의 작품인 《로빈슨 크루소》가 그 시작을 열었다. 또한 스위프트는 《걸리버 여행기》(1726년)를 쓰고, 중기에는 필딩의 걸작 《톰 존스》(1748년)이 발표되었다.
18 세기는 또한 연극이 부활하던 시절이기도 하다. 이 시대 말기에는 《고딕 소설》이 유행하기 시작했다.

## 대영 제국 시대

### 낭만주의 시대 (19세기 초)

#### 낭만주의 시대의 시인

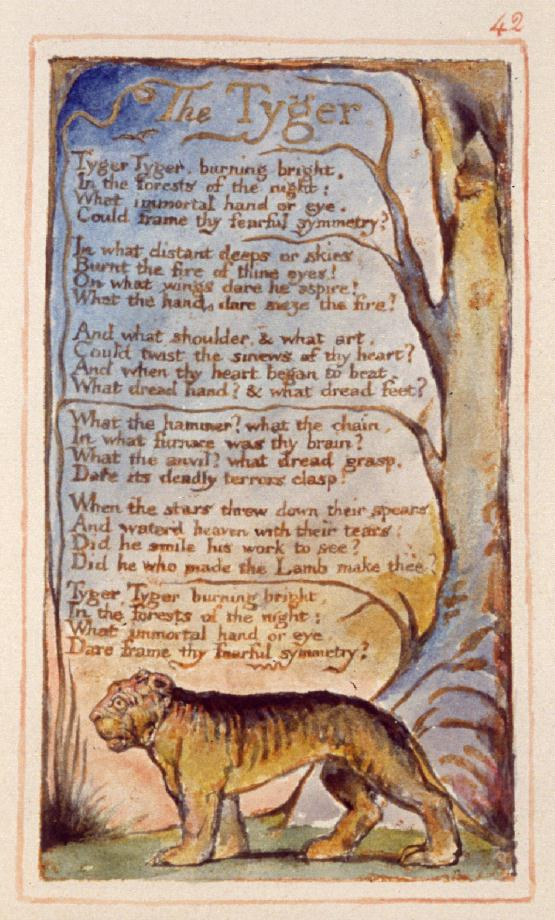
윌리엄 블레이크의 "The Tyger","Songs of Innocence and of Experience

영국 낭만주의는 윌리엄 워즈워스, 콜리지가 공동으로 《서정가요집》(1798년)을 출간하면서 시작된다. 워즈워스, 콜리지는 《프랑스 혁명》에 대해 분개하여 보수로 돌아섰지만, 바이런, 셀리, 키츠는 이탈리아로 옮겨 이상주의를 내세웠다.
거의 같은 시기 인습타파론자이자 주류 엘리트 문학을 거부했던 블레이크는 자신 특유의 시를 창조했으며, 스코틀랜드의 국수주의자였던 번즈는 스코틀랜드의 민요를 모아 개작하여 스코틀랜드 특유의 시를 만들었다.
2세대 낭만주의 시인으로는 바이런이 있다. 그는 사회적인 관습을 노래했으며, 때로는 정치적인 목적으로 시를 사용하기도 했다. 그의 단편 시 중 가장 유명한 것들로는 《그녀는 예쁘게 걷는다》(She Walks in Beauty), 《우리 둘이 헤어지면》(When We Two Parted), 《더 이상 헤메지 말자》(So we'll go no more a roving), 그리고 서사시인 《차일드 해럴드의 순례》(Childe Harold's Pilgrimage), 《돈후안》(Don Juan) 등이 있다. 또 다른 낭만주의 운동의 핵심 시인으로는 키츠가 있었는데, 그는 《나이팅게일에게 바치는 노래》(Ode to a Nightingale)로 다른 시인들의 호평을 받았으며, 여기에서 그는 부정적 수용력(negative capability)의 미적 이론에 대해 상세하게 설명하고 있다. 《가을로》(To Autumn)는 그의 마지막 시모음집 작품이며, 《키츠의 1819년 송시》(Keats's 1819 odes)로 알려져 있다. 키츠와 바이런의 친분관계로 유명한 셸리는 2세대 낭만주의의 세 번째 작가이다. 그의 작품으로는 《오지맨디아스》(Ozymandias), 《해방된 프로메테우스》(Prometheus Unbound), 《혼돈의 가면극》(The Masque of Anarchy) 등이 있다.

#### 낭만주의 시대의 문인

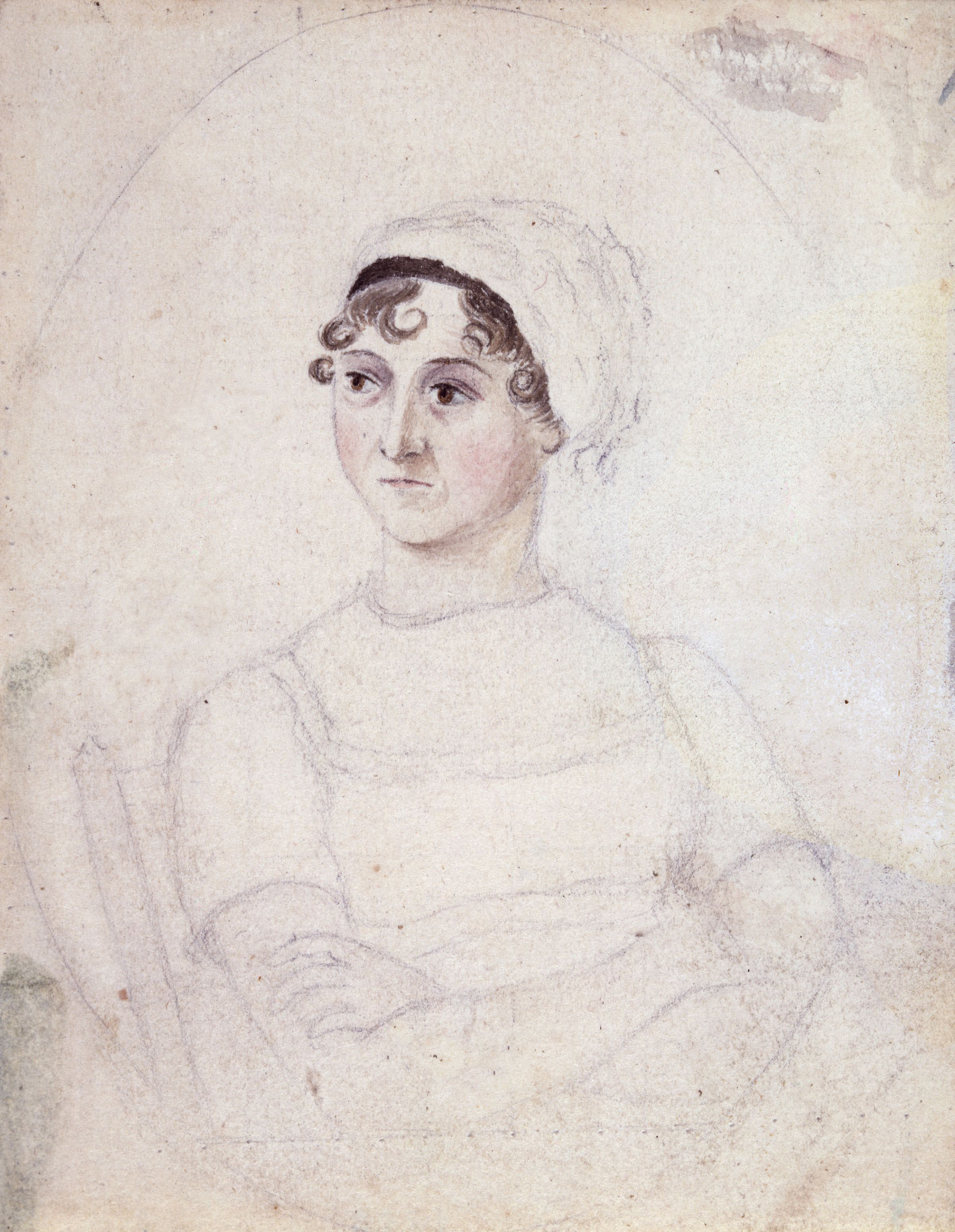
제인 오스틴

19 세기에는 소설이 비약적인 발전을 보였다. 특히 초기에는 스콧이 《아이반호》와 같은 역사 소설에서 압도적인 인기를 자랑하였으며, 그의 죽음으로 낭만주의는 끝을 맺는다. 오스틴은 《오만과 편견》, 《이성과 감성》, 《맨스필드 파크》, 《설득》(Persuasion), 《에마》 등의 작품으로 풍자를 담아 여성의 지위와 생활을 그렸고, 지금도 그녀의 작품은 영화화 되는 등의 인기를 누리고 있다.

### 빅토리아 시대 (19세기 후반)

#### 빅토리아 시대의 문인

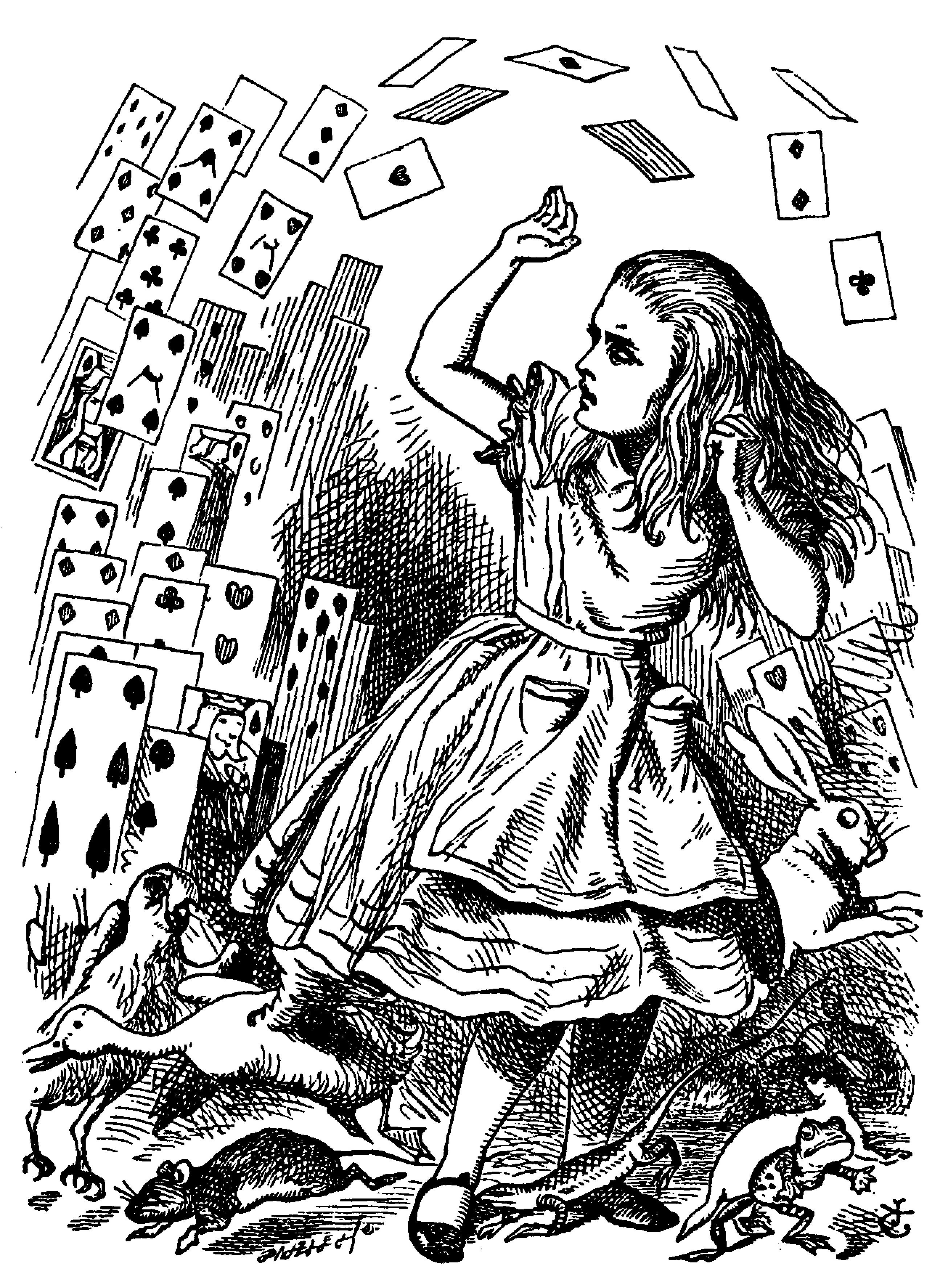
캐럴의 《이상한 나라의 앨리스》(1869) 삽화

빅토리아 시대에 들어서는 국민과 오랫동안 멀어졌던 궁중이 다시 가까워졌다. 이에 순응하는 사람이 시인 테니슨이었다. 테니슨은 《아서 왕 전설》에 취했던 '국왕 목가'에서 당시의 윤리관을 바탕으로 그렸다.
하지만 이러한 국가의 자기 만족에 도전하는 것이 브론테 자매와 칼라일 등이었다. 디킨스는 《올리버 트위스트》, 《데이비드 카퍼필드》, 새커리는 《허영의 도시》를 발표하여 이 시대의 대표적인 작가들로 등장하며 이후 국민 작가로 불리게 되었다. 브론테 자매 중 장녀 샬럿 브론테는 《제인 에어》를, 차녀 에밀리 브론테는 《폭풍의 언덕》을 발표하고 당시의 사회를 타파하려고 시도했다.
결정을 이룬 이 시대의 소설은 19세기 중반의 교육 제도의 발달과 함께, 삽화를 포함하는 일이 많아졌다. 앞에서 언급한 디킨스는 물론이고, 캐럴의 《이상한 나라의 앨리스》 등 이미 삽화를 작품의 일부로 사용한 예라고 할 수 있다. 또한 잡지 월간 분이 실제적인 예가하는 것이 이 시기의 주류였다.
19세기적인 가정 모습, 아동 모습은 또한 아동 문학의 발전을 자극했다. 탐정 소설도 이 시기에 급속히 발전한 장르이다.

#### 빅토리아 시대의 시인

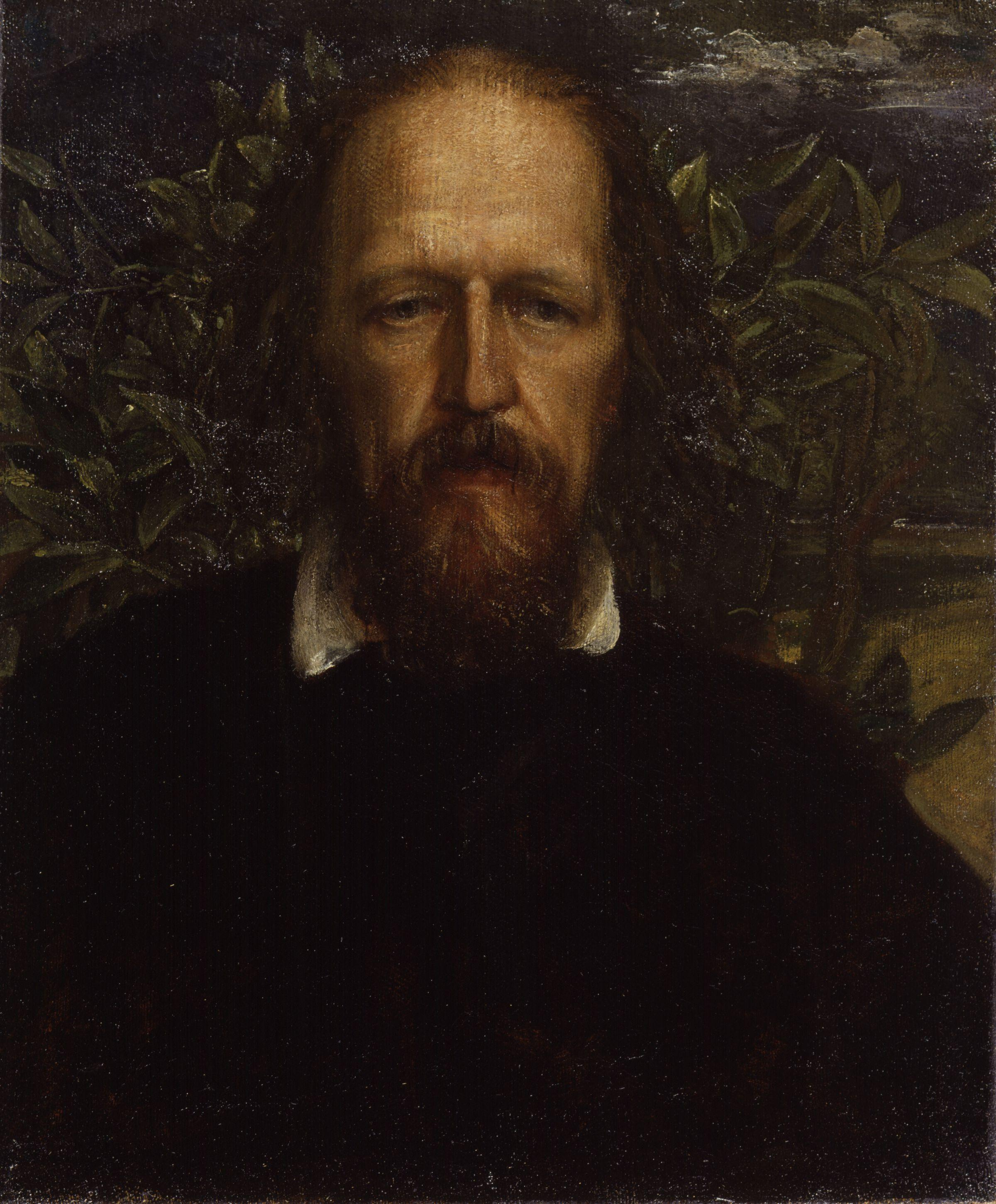
테니슨

빅토리아 시대의 주요 시인으로는 테니슨, 브라우닝과 그의 아내 엘리자베스 바렛 브라우닝 그리고 아널드 등이 있었고, 다양한 재능을 가졌던 러스킨, 단테 가브리엘 로제티 또한 그들의 시로 유명하였다. 이 시기의 시는 낭만주의에 의해 큰 영향을 받았지만, 스스로의 방향을 찾아가기도 한 시대였다. 캐럴의 작품에서 모티브를 가져온 에드워드 리어와 같은 작가들에 의한 산문시는 초현실주의의 선구자로 여겨졌다.
세기 말에 영국 시인들은 프랑스 상징주의에 관심을 가지기 시작했고, 빅토리아 시대의 시인들은 퇴폐적인 세기말(fin-de-siècle) 국면으로 접어들었다. 이 시기에 두 그룹의 시인들이 등장했는데, 미학(Aestheticism)의 교리를 고수하는 《옐로 북》(the Yellow Book) 시인들과 어니스트 도슨(Ernest Dowson), 라이어널 존슨(Lionel Johnson) 그리고 예이츠가 활동한 《라이머 클럽》(Rhymer's Club) 그룹이다.
영국 시골에서 운명의 젊음을 동경하는 열망으로 구성된 A. E. 하우즈먼(A. E. Housman)의 시는 20세기 초기에 인기를 끌었다.

### 현대 문학 시대 (20세기)

#### 제2차 대전 이전의 경향
20 세기 들어 영국 사회를 변화시킨 제1차 세계대전 이후 현대 사회의 경험을 반영하는 《모더니즘 운동》이 일어난다. 주요 기수로 미국 출신으로 후에 영국에 귀화한 시인 엘리엇, 아일랜드 출신의 소설가 조이스, 페미니스트로 유명한 울프 등을 들 수 있다.
1930년대에는 공산주의에 영향을 받은 문학을 많이 섰다. 이 시대의 주요 작가는 오든, 이셔우드 등이다. 또한 최근에는 지금까지 무시하는 경향이 있었던 1930년대 여성 작가에 대한 재조명이 이루어지고 있다.

#### 제2차 대전 이후의 경향
제2차 세계대전 후 영국은 특히 1960년대에 대량으로 이민을 받아들여 이후 다문화 국가로 변신하며, 문학도 그 영향을 여실히 보여주었다. 루슈디나, 최근에는 인도계 로이와 스미스, 이시구로 같이 비백인이 쓴 소설이 높은 평가를 받고 있다.
한편 장르 문학 및 단편 소설이 빅토리아 시대 못지 않게 발전하며 영국은 플레밍, 제임스, 롤링 등의 작가군을 배출하게 되면서 크리스티, 코넌 도일, 캐럴 때의 인기를 되찾으며 제2의 문예 전성기를 맞이하게 된다.

## 같이 보기
- 영문학
- 미국 문학